# Ustilago crus-galli
Ustilago crus-galli är en svampart som beskrevs av Tracy & Earle 1895. Ustilago crus-galli ingår i släktet Ustilago och familjen Ustilaginaceae.   Inga underarter finns listade i Catalogue of Life.